# Championnat d'Islande féminin de football 2024
Navigation
Édition précédente Édition suivante
Le championnat d'Islande féminin de football 2024 est la 53e édition du championnat d'Islande féminin. Les dix meilleurs clubs de football féminin d'Islande sont regroupés au sein d'une poule unique, la Úrvalsdeild, où ils s'affrontent deux fois au cours de la saison, à domicile et à l'extérieur.

## Déroulement de la saison
Le Valur Reykjavik est le tenant du titre.
Le championnat à 10 équipes se déroule par match aller-retour soit dix-huit rencontres, neuf à domicile et neuf à l'extérieur. À la fin de cette phase, les 6 meilleures équipes forment une poule où se dispute le titre, tandis que les quatre dernières forment un poule où se dispute le maintien.
En fin de saison, Breiðablik Kopavogur termine à la première place et remporte son 19e titre de champion, le record national.

## Compétition

### Première phase
Le barème utilisé pour établir le classement est le suivant : 3 points pour une victoire, 1 point pour un match nul et 0 point pour une défaite.
| Rang | Équipe     | Pts | J  | G  | N | P  | Bp | Bc | Diff |
| ---- | ---------- | --- | -- | -- | - | -- | -- | -- | ---- |
| 1    | Valur T C  | 49  | 18 | 16 | 1 | 1  | 48 | 16 | +32  |
| 2    | Breiðablik | 48  | 18 | 16 | 0 | 2  | 46 | 9  | +37  |
| 3    | Þór/KA     | 30  | 18 | 9  | 3 | 6  | 40 | 28 | +12  |
| 4    | Víkingur P | 29  | 18 | 8  | 5 | 5  | 28 | 29 | -1   |
| 5    | FH         | 25  | 18 | 8  | 1 | 9  | 30 | 36 | -6   |
| 6    | Þróttur    | 23  | 18 | 7  | 2 | 9  | 23 | 27 | -4   |
| 7    | Stjarnan   | 21  | 18 | 6  | 3 | 9  | 22 | 34 | -12  |
| 8    | Tindastóll | 13  | 18 | 3  | 4 | 11 | 20 | 41 | -21  |
| 9    | Fylkir P   | 10  | 18 | 2  | 4 | 12 | 17 | 34 | -17  |
| 10   | Keflavík   | 10  | 18 | 3  | 1 | 14 | 16 | 36 | -20  |

|  | Poule de championnat                                                                     |
|  | Poule de relégation                                                                      |
|  | (T) Tenant du titre (C) Vainqueur de la Coupe d'Islande (P) : Promu de deuxième division |

### Deuxième phase

#### Groupe championnat
| Rang | Équipe     | Pts | J  | G  | N | P  | Bp | Bc | Diff |
| ---- | ---------- | --- | -- | -- | - | -- | -- | -- | ---- |
| 1    | Breiðablik | 61  | 23 | 20 | 1 | 2  | 64 | 13 | +51  |
| 2    | Valur T C  | 60  | 23 | 19 | 3 | 1  | 54 | 18 | +36  |
| 3    | Víkingur P | 36  | 23 | 10 | 6 | 7  | 34 | 36 | -2   |
| 4    | Þór/KA     | 34  | 23 | 10 | 4 | 9  | 42 | 36 | +6   |
| 5    | Þróttur    | 29  | 23 | 8  | 5 | 10 | 29 | 33 | -4   |
| 6    | FH         | 25  | 23 | 8  | 1 | 14 | 32 | 49 | -17  |

|  | Qualifié pour la Ligue des champions 2025-2026                                           |
|  | (T) Tenant du titre (C) Vainqueur de la Coupe d'Islande (P) : Promu de deuxième division |

#### Groupe relégation
| Rang | Équipe     | Pts | J  | G | N | P  | Bp | Bc | Diff |
| ---- | ---------- | --- | -- | - | - | -- | -- | -- | ---- |
| 7    | Stjarnan   | 25  | 21 | 7 | 4 | 10 | 29 | 41 | -12  |
| 8    | Tindastóll | 19  | 21 | 5 | 4 | 12 | 26 | 44 | -18  |
| 9    | Keflavík   | 14  | 21 | 4 | 2 | 15 | 25 | 43 | -18  |
| 10   | Fylkir P   | 13  | 21 | 3 | 4 | 14 | 20 | 42 | -22  |

|  | Relégué en deuxième division                                                             |
|  | (T) Tenant du titre (C) Vainqueur de la Coupe d'Islande (P) : Promu de deuxième division |

## Bilan de la saison
| Championnat d'Islande féminin de football 2024        |                                  |
| Champion                                              | Breiðablik Kópavogur (19e titre) |
| Dauphin                                               | Valur Reykjavik                  |
| Coupes et trophées                                    |                                  |
| Vainqueur de la Coupe d'Islande 2024                  | Valur Reykjavik                  |
| Qualifications continentales                          |                                  |
| Ligue des champions féminine de l'UEFA 2025-2026      | Breiðablik                       |
| Ligue des champions féminine de l'UEFA 2025-2026      | Valur Reykjavik                  |
| Promotions et relégations                             |                                  |
| Promus en Championnat d'Islande féminin de football   | Fjardabyggd/Höttur/Leiknir       |
| Promus en Championnat d'Islande féminin de football   | Fram Reykjavík                   |
| Relégués en Championnat d'Islande féminin de football | ÍBK Keflavík                     |
| Relégués en Championnat d'Islande féminin de football | Fylkir Reykjavik                 |